# Адельгейда Шульц
Адельге́йда Шу́льц (нім. Adelheid Schulz; нар. 31 березня 1955, Леррах, Баден-Вюртемберг, Федеративна Республіка Німеччина) — західнонімецька терористка, членкиня ліворадикальної терористичної організації «Фракція Червоної Армії» (RAF).

## Життєпис

### Раннє життя
Отримавши освіту медсестри, Шульц переїхала до Карлсруе на початку 1970-х років, де оселилася в квартирі з Гюнтером Зонненбергом, Кнутом Фолькерцем та Крістіаном Кларом — усі вони згодом будуть засуджені за терористичні злочини. Приблизно в цей час Шульц зазнала впливу радикалізму, і саме в сімдесятих роках вирішила пов'язати своє життя з тероризмом, приєднавшись до «Фракції Червоної армії» і ставши важливою членкинею другого покоління організації.

### Терористична діяльність
У 1977 році Шульц винайняла квартиру з видом на віллу Юргена Понто, речника правління Дрезденського банку (нім. Dresdner Bank AG), звідки за ним і його дружиною велося спостереження. 30 липня того ж року Понто був убитий при спробі його викрадення у власному будинку терористами RAF, серед яких був хлопець Шульц, Крістіан Клар.
У тому ж році Шульц долучилася до планування викрадення і вбивства Ганса Мартіна Шлеєра — німецького промислового лідера і колишнього офіцера СС. Під час нападу на Шлеєра і його охоронців вона була частиною зв'язкового ланцюжка, який повідомляв місцезнаходження транспортних засобів чотирьом нападникам.
1 листопада 1978 року разом з Рольфом Гайслером Шульц застрелила двох голландських митників під час паспортного контролю у прикордонному місті Керкаде. Гайслер і Шульц з близької відстані зробили смертельні постріли в уже поранених офіцерів. Ще двоє співробітників митниці в результаті перестрілки дістали серйозні поранення.
З листопада 1978 року по квітень 1979 року Шульц взяла участь щонайменше у трьох пограбуваннях банків.

### Ув'язнення і звільнення
Разом із Бріґітте Монгаупт Шульц було заарештовано 11 листопада 1982 року в лісі неподалік від Гойзенштамма в Гессені, коли вони намагалися відвідати підземну схованку зброї RAF, що перебувала під наглядом поліції.
Шульц була звинувачена у зв'язку з майже всіма діями «Фракції Червоної армії» між 1977 і 1981 роками, в тому числі у вбивствах Понто, Зігфріда Бубака і Шлеєра, за що була засуджена до трьох довічних ув'язнень.
У в'язниці вона брала участь у голодуваннях, через що тюремний персонал був змушений годувати її примусово. Голодування послабило Шульц, і через поганий стан здоров'я вона була звільнена з в'язниці в 1998 році, а у 2002 році помилувана президентом Йоганнесом Рау. Після звільнення Шульц проживала у Франкфурті, проте є інвалідом через поганий стан здоров'я, спричинений голодуванням.